# 8116 Jeanperrin
Jeanperrin (asteróide 8116) é um asteróide da cintura principal, a 1,8942002 UA. Possui uma excentricidade de 0,158325 e um período orbital de 1 233,13 dias (3,38 anos).
Jeanperrin tem uma velocidade orbital média de 19,85418279 km/s e uma inclinação de 5,43154º.
Este asteróide foi descoberto em 17 de Abril de 1996 por Eric Elst.